# Maiano (Sessa Aurunca)
Maiano è una frazione del comune italiano di Sessa Aurunca, nella provincia di Caserta, in Campania.

## Geografia fisica
La frazione è situata a circa 15 km dal capoluogo comunale e nasce lungo il fiume Garigliano (parte della "Linea Gustav" teatro di scontri durante la " Seconda guerra mondiale"). Caratteristica peculiare della zona, sono i vari paesaggi che fiancheggiano il fiume Garigliano, la vastità del territorio nell'entroterra e il clima prevalentemente mite durante l'inverno e caldo durante la stagione estiva. 

## Storia
La frazione fu teatro di scontri nella seconda guerra mondiale dopo che Hitler decise di formare tramite l'organizzazione Todt una linea fortificata difensiva denominata linea Gustav che divideva in due la penisola italiana: a nord il territorio in mano alla Repubblica Sociale Italiana e alle truppe tedesche, a sud gli anglo-americani.
Durante il dopoguerra, precisamente dal 1º novembre 1959 al 1º gennaio 1964, fu costruita nel territorio di Maiano la centrale nucleare del Garigliano, su progetto dell'ingegnere Riccardo Morandi dalla Società Elettronucleare Nazionale successivamente dismessa e dove sono ancora in corso i processi di smantellamento dell'edificio in tutte le sue parti.
Nel 1996 si distaccò da Lauro per formare una frazione a sé stante.